# Réaumur

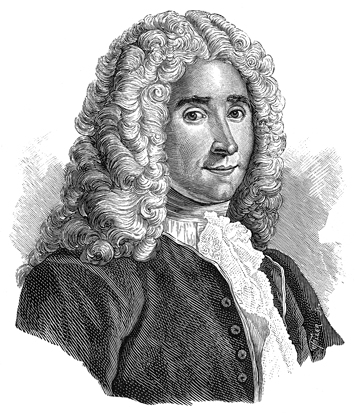
Réaumur

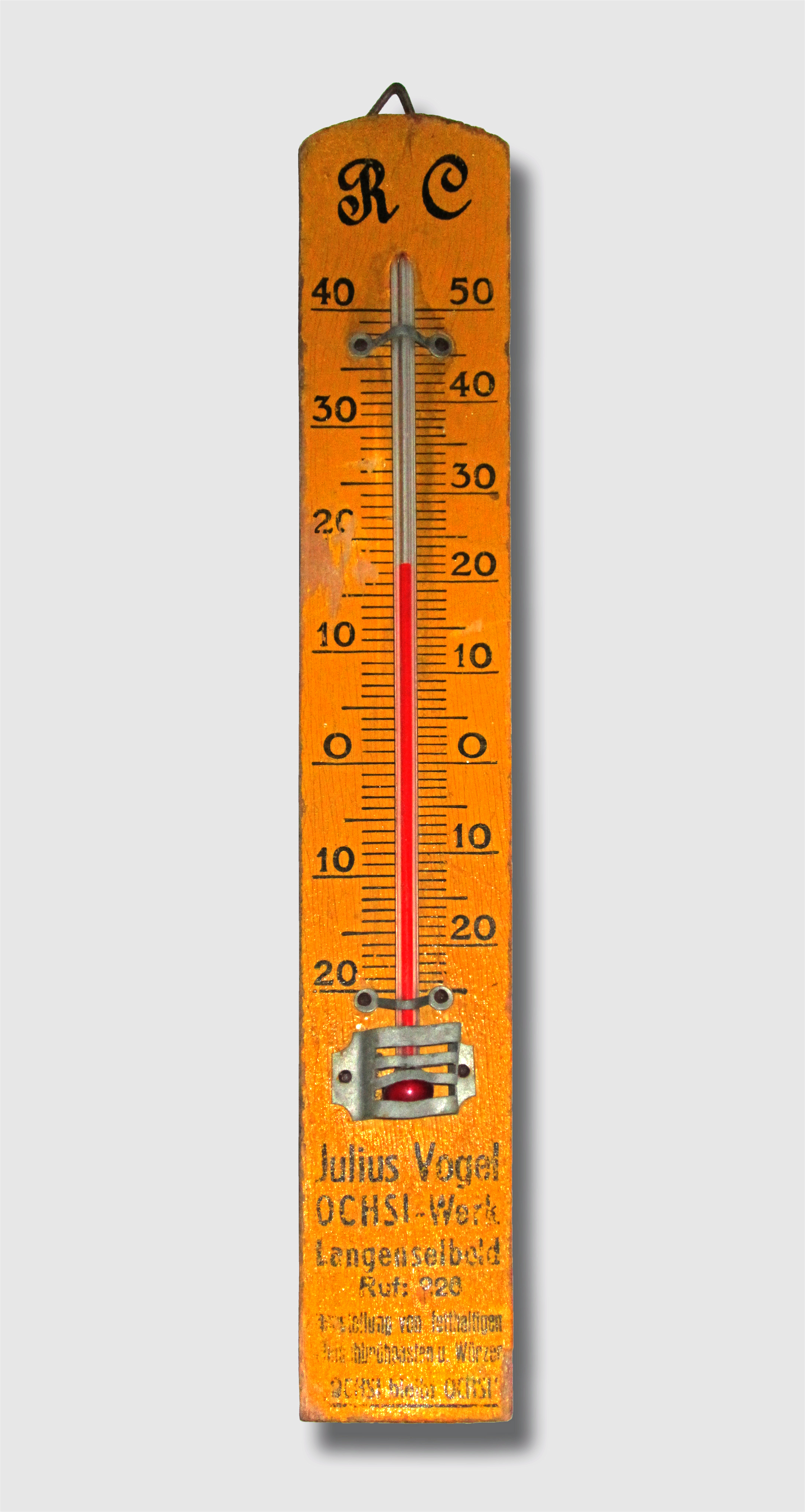
Thermometer met Réaumur en Celsius schaal

De temperatuurschaal van Réaumur (°Ré of °R) is genoemd naar de Franse natuurkundige René-Antoine Ferchault de Réaumur (1683-1757), die deze schaal ontwikkelde in 1731 op basis van een alcoholthermometer. Het vriespunt van water is gesteld op 0 °Ré, en het kookpunt van water bij normale atmosferische druk op 80 °Ré. In Frankrijk sprak men vanwege de verdeling in 80 graden wel van een division octogésimale, een octogesimale verdeling. Omdat een volume alcohol niet lineair uitzet met de temperatuur, werd de thermodynamische temperatuur niet precies weergegeven. Pas met de kwikthermometer werd deze tekortkoming opgeheven.
Gedurende een lange tijd werd deze temperatuurschaal in Europa gebruikt, maar ze werd met de tijd verdreven door de schaal van Celsius. Tegenwoordig wordt de temperatuurschaal van Réaumur alleen nog bij de warme verwerking van suiker gebruikt.

## Verband tussen schalen van Réaumur en van Celsius
Er is een eenvoudig verband tussen de schalen van Réaumur en Celsius. De nulpunten komen overeen: een temperatuur van 0 graden Celsius is dus ook 0 graden Réaumur. De temperatuur van kokend water (bij normale atmosferische druk) is 100 °C, maar is 80 °Ré. In formule kan het verband als volgt aangegeven worden, waarbij {\displaystyle T} de temperatuur is, {\displaystyle x} het aantal graden Celsius en {\displaystyle y} het aantal graden Réaumur.
{\displaystyle T=x{\text{°C}}=0{,}8\times x{\text{°Ré}}}
en omgekeerd:
{\displaystyle T=y{\text{°Ré}}=1{,}25\times y{\text{°C}}}
In woorden staat hier: wanneer de temperatuur {\displaystyle x} graden Celsius bedraagt, bedraagt zij 0,8 maal {\displaystyle x} graden Réaumur. Wanneer de temperatuur {\displaystyle y} graden Réaumur bedraagt, bedraagt zij 1,25 maal {\displaystyle y} graden Celsius.

### Voorbeelden
Een temperatuur {\displaystyle T} van 40 °C (dus {\displaystyle x=40}) komt overeen met:
{\displaystyle T=40{\text{°C}}=0{,}8\times 40{\text{°Ré}}=32{\text{°Ré}}}
Een temperatuur {\displaystyle T} van 40 °Ré (dus {\displaystyle y=40}) komt overeen met:
{\displaystyle T=40{\text{°Ré}}=1{,}25\times 40{\text{°C}}=50{\text{°C}}}

## Conversie tussen temperatuurschalen
De conversietabel geeft voor de verschillende temperatuurschalen de omrekenformules.